# Contact from the Underworld of Red Boy
Contact from the Underworld of Redboy è un album di Robbie Robertson pubblicato nel 1998 da Capitol Records. L'album è composto dall'inspirazione del genere di musica aborigena canadese (compresi canti e canti aborigeni canadesi tradizionali), nonché rock moderno, trip hop ed elettronica, spesso integrati insieme, e presenta molti artisti ospiti.

## Tracce
1. The Sound Is Fading – 5:00
2. The Code of Handsome Lake – 6:11
3. Making a Noise – 5:11
4. Unbound – 4:35
5. Sacrifice – 6:18
6. Rattlebone – 4:26
7. Peyote Healing – 6:10
8. In the Blood – 4:35
9. Stomp Dance (Unity) – 4:49
10. The Lights – 5:54

Tracce bonus
1. Take Your Partner by the Hand (Red Alert mix) – 6:43